# Burupiplärka
Burupiplärka (Anthus ruficollis) är en starkt hotad tätting i familjen ärlor som fram tills nyligen betraktades som en glasögonfågel. Den är endemisk för den indonesiska ön Buru i södra Moluckerna. Fågeln har nyligen återupptäckts efter att inte ha setts på 75 år.

## Utseende och ekologi
Burupiplärkan är en 13 centimeter lång, skogslevande sångarliknande fågel. Huvudet är grått och strupen rödorange. Ovansidan är olivgrön, undersidan grå, undergumpen gulbrun och ben och näbb svarta.

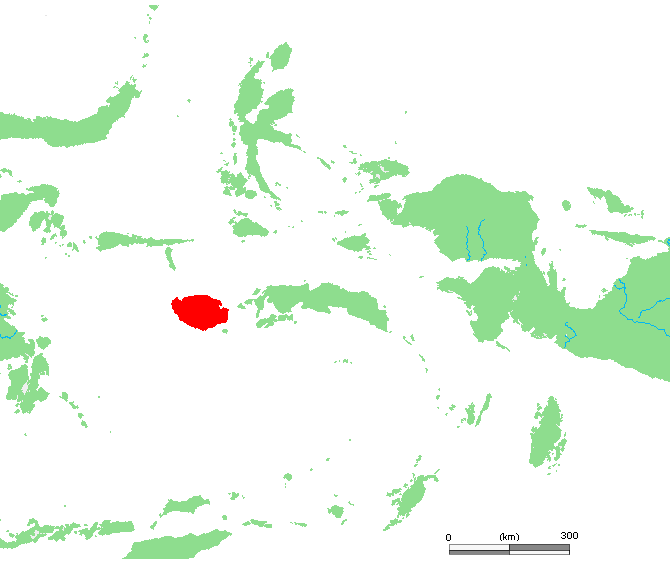
Fågeln förekommer endast på ön Buru i Moluckerna.

Burupiplärkan förekommer endast i bergsskogar på ön Buru i södra Moluckerna i Indonesien, där den i mycket beter sig som nötväckor, klättrande upp- och nerför mossiga trädstammar. Den har påträffats mellan 820 och 1.750 meter över havet men misstänks förekomma vid högre höjder. Det är möjligt att den nedre elevationsgränsen är felaktig eftersom arten verkar vara nära bunden till bergsskogar.

## Taxonomi
2015 avslöjade DNA-studier överraskande att burupiplärkan trots sin mycket avvikande dräkt faktiskt just är en piplärka och inte en glasögonfågel som man sedan länge hade trott, därav det tidigare svenska namnet brunstrupig glasögonfågel. Den är troligen närmast släkt med papuapiplärka (Anthus gutturalis) och har därför av vissa taxonomiska auktoriteter flyttats till släktet Anthus. De flesta behåller den dock ännu i det ursprungliga monotypiska släktet Madanga. Teorin är att det avvikande utseendet är en anpassning till den annorlunda levnadsmiljön på Buru.

## Status
Burupiplärkan var enbart känd från fyra exemplar insamlade före 1920 när den återupptäcktes 1995 i bergstrakter på västra och centrala delar av ön. Beståndets storlek är okänd, men med tanke på mängden tillgänglig habitat tros åtminstone flera hundra, möjligen flera tusen, burupiplärkor finnas. Utbredningsområdet är dock mycket litet och undersökningar visar att den antingen är mycket skygg, väldigt lokal eller är mycket glest förekommande. IUCN kategoriserar därför arten som starkt hotad.

## Namn
Släktesnamnet Madanga, som numera även är dess engelska namn, kommer av bergskedjan Madang (även kallad Mada, Fogha eller Gunong Tomahu) där den förekommer.